# توني غوليم
توني غوليم هو لاعب كرة قدم كرواتي في مركز الدفاع، ولد في 14 يناير 1982 في سبليت في كرواتيا. لعب مع إنتر زابرشيتش ورتش شوروزو وغورنيك وانشنا.

## وصلات خارجية
- توني غوليم على موقع قاعدة بيانات كرة القدم.إي يو (الإنجليزية)
- توني غوليم على موقع Soccerway.com (الإنجليزية)
- توني غوليم على موقع عالم كرة القدم.نت (الإنجليزية)